# Antonio Palafox
Antonio Palafox (Guadalajara, México, 28 de abril de 1936) es un extenista mexicano. Con su compatriota Rafael Osuna ganaron en dobles en el US Open en 1962 y en Wimbledon en 1963. Siempre será recordado junto con Rafael Osuna, Francisco "Pancho" Contreras y Mario Llamas por haber guiado a México a la Final de la Copa Davis de 1962. Antonio Palafox es pariente cercano al también tenista, Gustavo Palafox.

## Torneos de Grand Slam

### Campeón Dobles (2)
| Año  | Torneo                            | Pareja       | Oponentes en la final             | Resultado             |
| 1962 | US National Doubles Championships | Rafael Osuna | Chuck McKinley Dennis Ralston     | 6-4 10-12 1-6 9-7 6-3 |
| 1963 | Wimbledon                         | Rafael Osuna | Jean-Claude Barclay Pierre Darmon | 4-6 6-2 6-2 6-2       |

### Finalista Dobles (2)
| Año  | Torneo                            | Pareja       | Oponentes en la final         | Resultado            |
| 1961 | US National Doubles Championships | Rafael Osuna | Chuck McKinley Dennis Ralston | 3-6 4-6 6-2 11-13    |
| 1963 | US National Doubles Championships | Rafael Osuna | Chuck McKinley Dennis Ralston | 7-9 6-4 7-5 3-6 9-11 |

### Finalista Dobles Mixtos (1)
| Año  | Torneo                            | Pareja      | Oponentes en la final         | Resultado |
| 1960 | US National Doubles Championships | Maria Bueno | Neale Fraser Margaret Osborne | 6-3 6-2   |

### Campeón Dobles (1)
| Año  | Torneo          | Pareja          |
| 1959 | JP Chicago 1959 | Gustavo Palafox |